# Amphoe Klong Yai
Amphoe Klong Yai is een district in de provincie Trat in het oosten van Thailand. Het district is een smalle strook van land ingeklemd tussen Cambodja en de golf van Thailand. Dit is het meest zuidelijke district op het vasteland in het zuidoosten van oost Thailand. Bij de grensovergang naar Cambodja in dit district is ook een belangrijke markt waar overdag de Cambodjanen hun waren verkopen en zelf hun inkopen doen. Er hangt een "wilde westen sfeer" over deze markt. Tevens eindigt in dit district de belangrijke verbindingsweg Sukhumvit.